# Kyūkyoku!! Hentai Kamen
Kyūkyoku!! Hentai Kamen (究極!!変態仮面, Kyūkyoku!! Hentai Kamen) è una serie manga scritta ed illustrata da Keishu Ando. Serializzata originariamente dalla Shūeisha sulla rivista Weekly Shōnen Jump tra il 1992 e il 1993. L'opera, di genere umoristico, è incentrata sulla figura di un liceale che, messo un paio di mutande sul volto, acquista forza ed agilità straordinarie; scoperto il suo potenziale "perverso" il protagonista decide di mettere al servizio del bene e della comunità il suo superpotere.

## Trama
Kyosuke Shikijo è un semplice studente liceale dallo spiccato senso di giustizia. Un giorno, tornando da scuola, salva da un gruppo di teppisti una ragazza, che per contraccambiare il favore lo invita a prendere qualcosa con lei. I due scoprono chiacchierando di andare allo stesso istituto e così cominciano a vedersi assiduamente, poiché tra i due si sviluppa una forte attrazione romantica reciproca.
Quando Aiko viene presa in ostaggio durante una rapina a mano armata in una banca, Kyosuke decide di salvarla. Non volendo esporre il proprio volto, copre il suo viso con quello che poi scopre essere - con suo grande imbarazzo - un paio di mutande femminili. Eppure il capo di biancheria intima risveglia a sua insaputa i poteri latenti del cervello umano e così Kyosuke, già promettente atleta di kempo, acquista dei veri e propri superpoteri. Presentandosi ai rapinatori come Hentai kamen, "il pervertito mascherato", Kyosuke sconfigge i malviventi e salva gli ostaggi.
Da quel giorno il ragazzo decide di usare il proprio potere per farsi garante della giustizia e protettore dei più deboli.

## Personaggi

### Famiglia Shikijo
Kyōsuke Shikijō (色丞 狂介?,  Shikijō Kyōsuke)
Un brillante atleta di kempo. Cresciuto sotto l'esempio di giustizia del padre, Kyosuke è sempre pronto ad aiutare il più debole e chi si trova in difficoltà. L'esser stato tirato su dalla sola madre, inoltre, l'ha reso segretamente amante delle pratiche BDSM, fatto di cui Kyosuke si vergogna profondamente e che considera il vertice della perversione. Tuttavia, tali esperienze l'hanno reso imprevedibilmente sensibile alla biancheria femminile, ed ora gli è possibile trasformarsi in Hentai Kamen.
  Maki Shikijō ( 色丞 魔喜 ?,  Shikijō Maki)
Madre di Kyosuke e mistress part-time. Incontrato Hario Shikijo durante una retata delle forze dell'ordine in un dungeon, tra i due è scoccata la scintilla del colpo di fulmini che li ha portatia sposarsi nonostante la differenza dei loro ambienti di provenienza. Maki, ora vedova, non ha tuttavia abbandonato l'attività lavorativa iniziata in gioventù e spera che il figlio un giorno segua le sue orme nelle pratiche BDSM, motivo per cui a volte sottopone il figlio a torture ed altre sofferenze.
Hario Shikijō ( 色丞 張男 ?,  Shikijō Hario )
Padre di Kyosuke, un tempo detective.
 Kyōtarō Shikijō (色丞 狂太郎 ?, Shikijō Kyōtarō )
Figlio di Shunka e Kyosuke, dal quale sembra aver ereditato i superpoteri e le tendenze perverse.

### Famiglia Himeno
Aiko Himeno ( 姫野 愛子 ?,  Himeno Aiko )
Erede di una ricca famiglia, Aiko è una ragazza timida ed impacciata dallo spirito candido ed altruista. I suoi sforzi per il prossimo sono tuttavia spesso resi vani dalla goffaggine della ragazza che, nonostante la buona volontà, risulta del tutto incapace di svolgere qualsiasi attività manuale e/o pratica. Il suo carattere ritroso, poi, la rende molto popolare tra i ragazzi della scuola, affascinati dalla dolcezza di Aiko, lei tuttavia ha occhi solo per Kyosuke cui però non riesce a dichiararsi per l'imbarazzo.
 Sewa  ( 世羽 ?,  Sewa )
Fedele maggiordomo della famiglia Himeno. Particolarmente devoto al gruppo familiare, segue Aiko ovunque, temendo che possa avvicinarsi troppo a delle compagnie maschili e dunque compromettersi. Notata l'infatuazione reciproca fra Aiko e Kyosuke, il maggiordomo è particolarmente ostile al ragazzo contro cui, appena può, ordisce i più diversi tiri mancini.
 Gorgo  ( ゴルゴ ?,  Gorugo )
Cane da guardia della famiglia Himeno. Il doberman è stato addestrato ad attaccare chiunque si avvicini ad Aiko, con una preferenza verso Kyonosuke. A causa di circostante fortuite si è però imbattuto in Hentai Kamen, questo incontro ha reso molto più docile l'animale nei confronti dell'alter-ego del supereroe, fatto che gal occhi del maggiordomo degli Himeno non trova spiegazione.

### Famiglia Shiki
Shunka Shiki  ( 四季 春夏?, Shiki Shunka )
Campionessa d'arti marziali cinese, viene assoldata da Tamao Ogane per annientare il club di kempo. Scontratasi prima con Kyosuke e poi con Hentai Kamen, la ragazza decide caparbiamente di sposarsi con uno dei due uomini che l'hanno sconfitta, così come vuole la tradizione familiare degli Shiki. Stabilitasi a casa Shikijo col benestare di Maki, Shunka incontra più volte il perverso eroe mascherato senza mai scoprirne la reale identità. Finito il liceo ed entrata nelle forze dell'ordine - dove può sfruttare al meglio il suo talento nel combattimento e la temuta tecnica dell' "onorevole pugno della lussuria", trasmessa familiarmente di generazione in generazione - Shunka si sposa con Kyosuke, dal quale ha un figlio: Kyotaro.
 Shuutō Shiki ( 四季 暦 ?,  Shiki Shuutō)
Campione d'arti marziali cinese, assoldato insieme alla sorella Shunka per annientare il club di kempo. Shuuto oltre ad essere un eccellente combattente è anche un ottimo uomo di casa e per questo molte delle sue creazioni culinarie vengono scambiate per quelle della sorella, che al contrario si dimostra sprovvista di alcun talento domestico. Il suo bell'aspetto, poi, lo rende particolarmente popolare tra le ragazze e agli occhi di Saotome, che, approfittando degli allenamenti incentrati sul corpo a corpo, cerca di molestare il giovane. Finito il liceo, Shuuto ritorna in Cina coi genitori dove alterna gli allenamenti sportivi alla gestione di un ristorante a conduzione familiare.
 Karenda Shiki ( 四季 華蓮打 ?,  Shiki Karenda )
Madre di Shunka e Shuuto, è anch'ella - come la figlia - una formosa e talentuosa praticante di arti marziali. Si stabilisce in Giappone perché preoccupata per il futuro matrimonio della figlia con un uomo non cinese.
 Reki Shiki  ( 四季 暦 ?,  Shiki Reki )
Padre di Shunka e Shuuto. Giunto in Giappone e rassicuratosi circa la salute dei figli, decide di stabilirsi accanto agli Shikijo ed aprire un locale di cibo tradizionale cinese.

### Comparse scolastiche
Saotome  ( 早乙女 ?, Saotome )
Responsabile e capitano del club del kempo. Nonostante l'apparenza virile e da macho, Saotome è un appassionato di film queer e a tematiche LGBT, di cui dice di apprezzare soprattutto la maggiore quantità di azione rispetto alle produzioni romantiche. Terminato il liceo, va a lavorare in un gay bar assumendo il nome di "Sarah".
 Satomi Yamazaki  ( 山崎 里美 ?,  Yamazaki Satomi )
Migliore amica di AIko e, come lei, manager del club di kempo. Il carattere vivace ed estroverso la porta ad aiutare Aiko nella sua relazione con Kyosuke, facendo prendere maggiore iniziativa alla amica timida.
 Buruusu Lie  (部留臼 裏異 ?,  Buruusu Rie )
Capo responsabile del club di kempo, le sue fattezze e il suo nome ricordano parodisticamente Bruce Lee.
 Manabu Dekiru ( 出来留 学 ?,  Dekiru Manabu )
Compagno di scuola di Kyosuke ed Aiko. Il carattere asociale e l'impegno maniacale per lo studio nascondono in realtà un ragazzo sensibile verso i doveri familiari cresciuto da una madre sola e dalla salute gravemente compromessa.
 Tamao Ōgane  ( 大金 玉男 ?,  Ōgane Tamao )
Responsabile e capitano del club del karate oltreché acerrimo rivale del club del kempo, cui sottrae molti dei fondi scolastici e che disprezza. Le grandi risorse finanziarie lo rendono un uomo arrogante e convinto di poter acquistare tutto grazie al denaro.

### Altro
Maru Tengu  ( 天狗丸 ?,  Tengu Maru )
Ragazzo ninja cresciuto come un piccolo brigante sulle montagne, dove ha stabilito il suo rifugio; cela le sue fattezze indossando una maschera da tengu. Si imbatte nel club di kempo durante il ritiro alle terme della squadra, rimasto incantato da Aiko, decide di rapire la ragazza per farne la sua sposa. Scontratosi e sconfitto da Hentai kamen, decide di unirsi anche lui al club pur di stare accanto ad Aiko.

## Media

### Manga
La serie è stata pubblicata in sei volumi tankobon dal 1993 al 1994.
| Nº | Giapponese 「Kanji」 - Rōmaji                      | Data di prima pubblicazione | Data di prima pubblicazione |
| Nº | Giapponese 「Kanji」 - Rōmaji                      | Giapponese                  |                             |
| 1  | 「究極！！変態仮面 1」 - Kyūkyoku!! Hentai Kamen   | maggio 1993                 |                             |
| 2  | 「究極！！変態仮面 2」 - Kyūkyoku!! Hentai Kamen 2 | luglio 1993                 |                             |
| 3  | 「究極！！変態仮面 3」 - Kyūkyoku!! Hentai Kamen 3 | settembre 1993              |                             |
| 4  | 「究極！！変態仮面 4」 - Kyūkyoku!! Hentai Kamen 4 | novembre 1993               |                             |
| 5  | 「究極！！変態仮面 5」 - Kyūkyoku!! Hentai Kamen 5 | gennaio 1994                |                             |
| 6  | 「究極！！変態仮面 6」 - Kyūkyoku!! Hentai Kamen 6 | aprile 1994                 |                             |

### Live action
Il 6 aprile 2013 è uscito in anteprima l'adattamento live-action, poi distribuito nelle sale di tutto il Giappone dal 13 aprile .
Il film, diretto da Yūichi Fukuda, presenta nel cast Ryohei Suzuki nel ruolo principale di Kyosuke e Fumika Shimizu nel ruolo di Aiko. 
La pellicola è inoltre accompagnata dai brani Emotions dei Man with a Mission e Blast degli Anthem.